# Херсбрукк
Херсбрукк (нем. Hersbruck)— община  в Германии, в Республике Бавария.
Подчинён административному округу Средняя Франкония. Входит в состав района Нюрнбергер-Ланд. Население составляет 12 333 человека (на 31 декабря 2010 года). Занимает площадь 22,91 км². Региональный шифр — 09 5 74 132. Местные регистрационные номера транспортных средств (коды автомобильных номеров) (нем. Kraftfahrzeugkennzeichen) — LAU.
Город подразделяется на 6 городских районов.

## Население
По оценке на 31 декабря 2015 года население общины составляет 12 260 чел.
| Дата      | 1840 | 1871 | 1900 | 1925 | 1939 | 1950  | 1961  | 1970  | 1987  | 2011  |
| --------- | ---- | ---- | ---- | ---- | ---- | ----- | ----- | ----- | ----- | ----- |
| Население | 3408 | 4547 | 5288 | 6080 | 6973 | 11139 | 10539 | 10483 | 11482 | 12229 |

| Год       | 1960  | 1970  | 1980  | 1990  | 2000  | 2009  | 2010  | 2011  | 2012  | 2013  | 2014  | 2015  |
| --------- | ----- | ----- | ----- | ----- | ----- | ----- | ----- | ----- | ----- | ----- | ----- | ----- |
| Население | 10437 | 10614 | 11351 | 11961 | 12316 | 12321 | 12333 | 12114 | 12150 | 12095 | 12132 | 12260 |

## История
В годы Второй мировой войны здесь находился подлагерь концентрационного лагеря Флоссенбург. Из примерно 10 000 узников погибли 4 000.

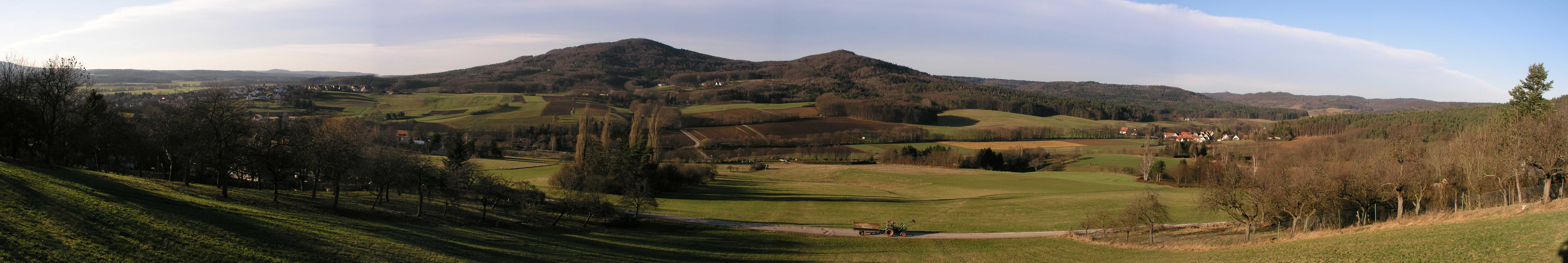
Michelsberg panorama.(Blick vom Michelsberg.2005)

## Фотогалерея

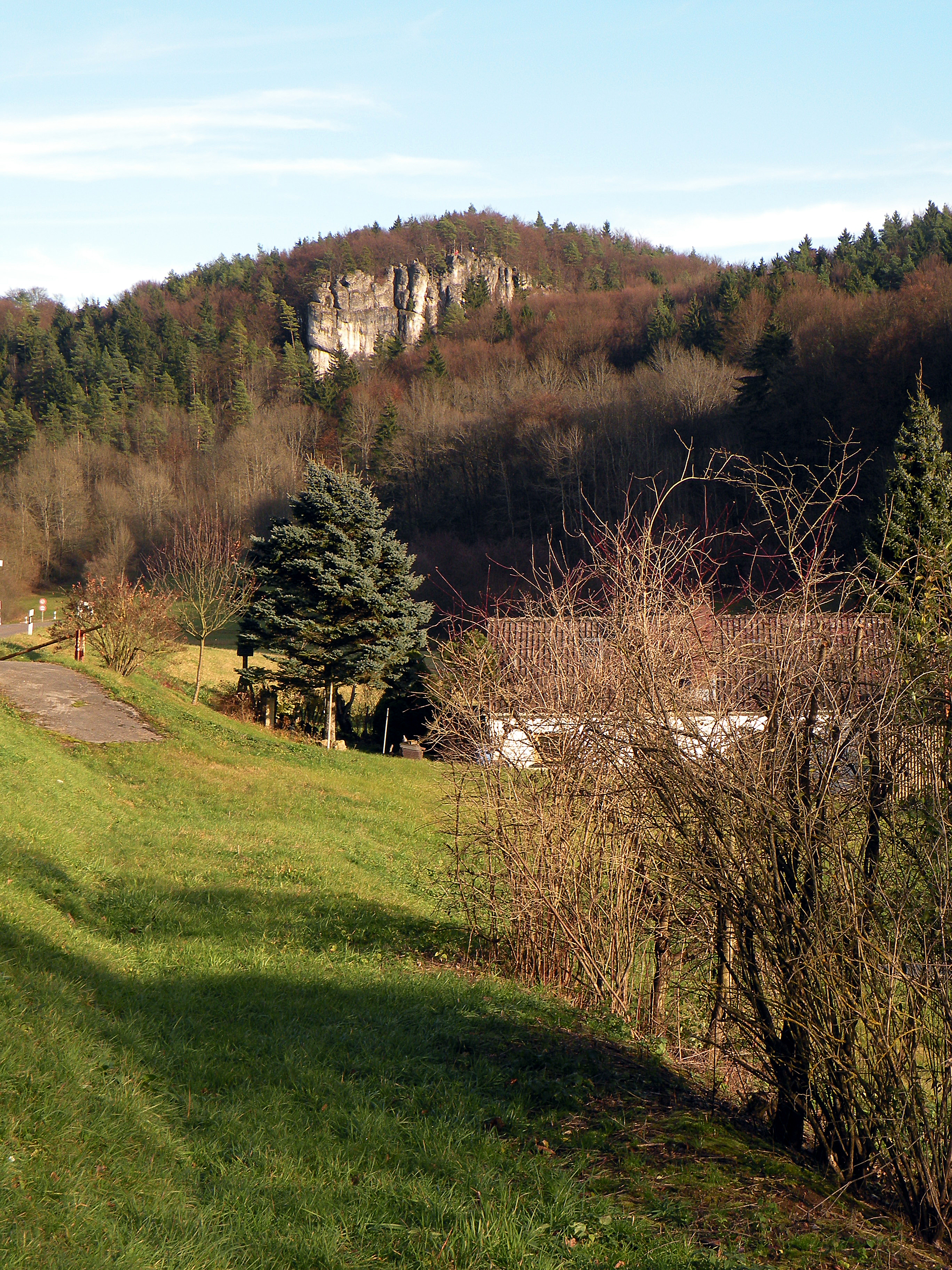
Средняя Франкония. Херсбрукская Швейцария
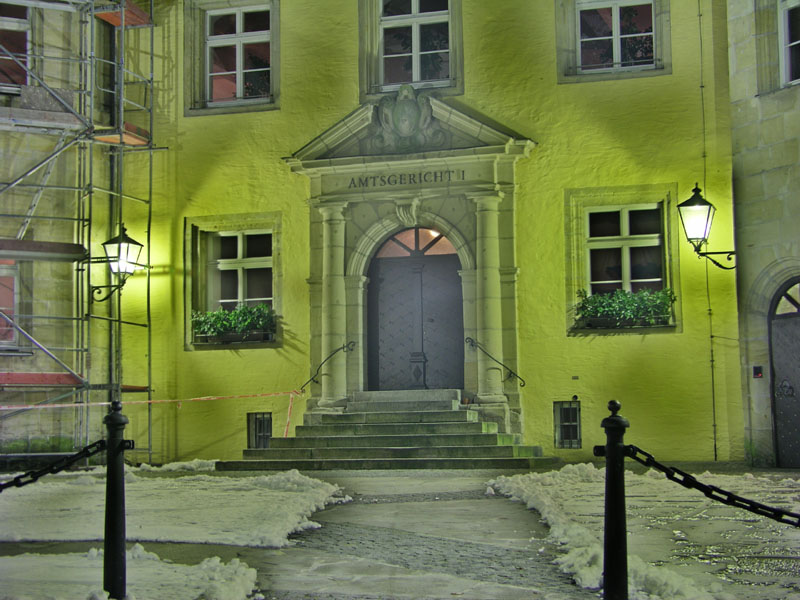
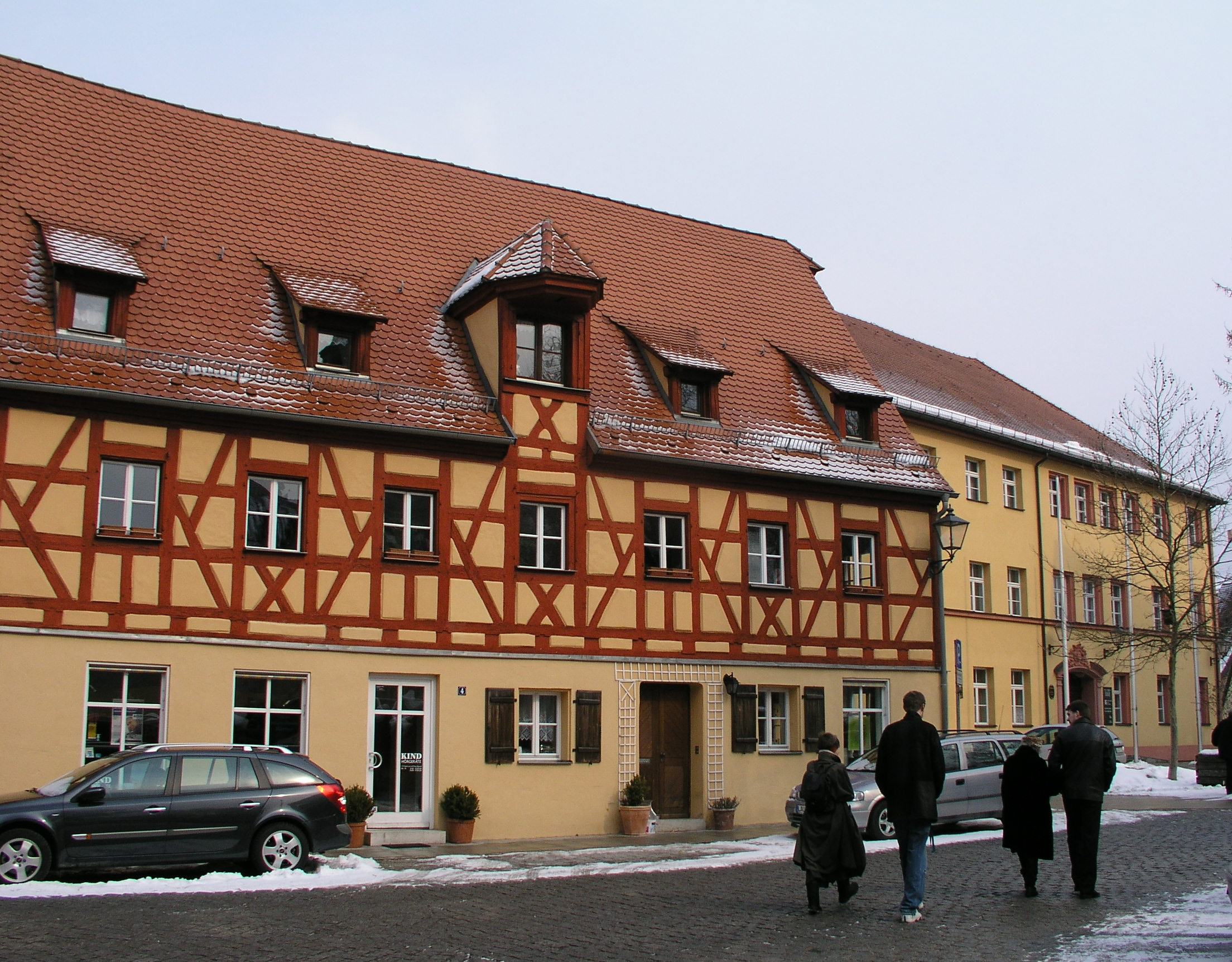
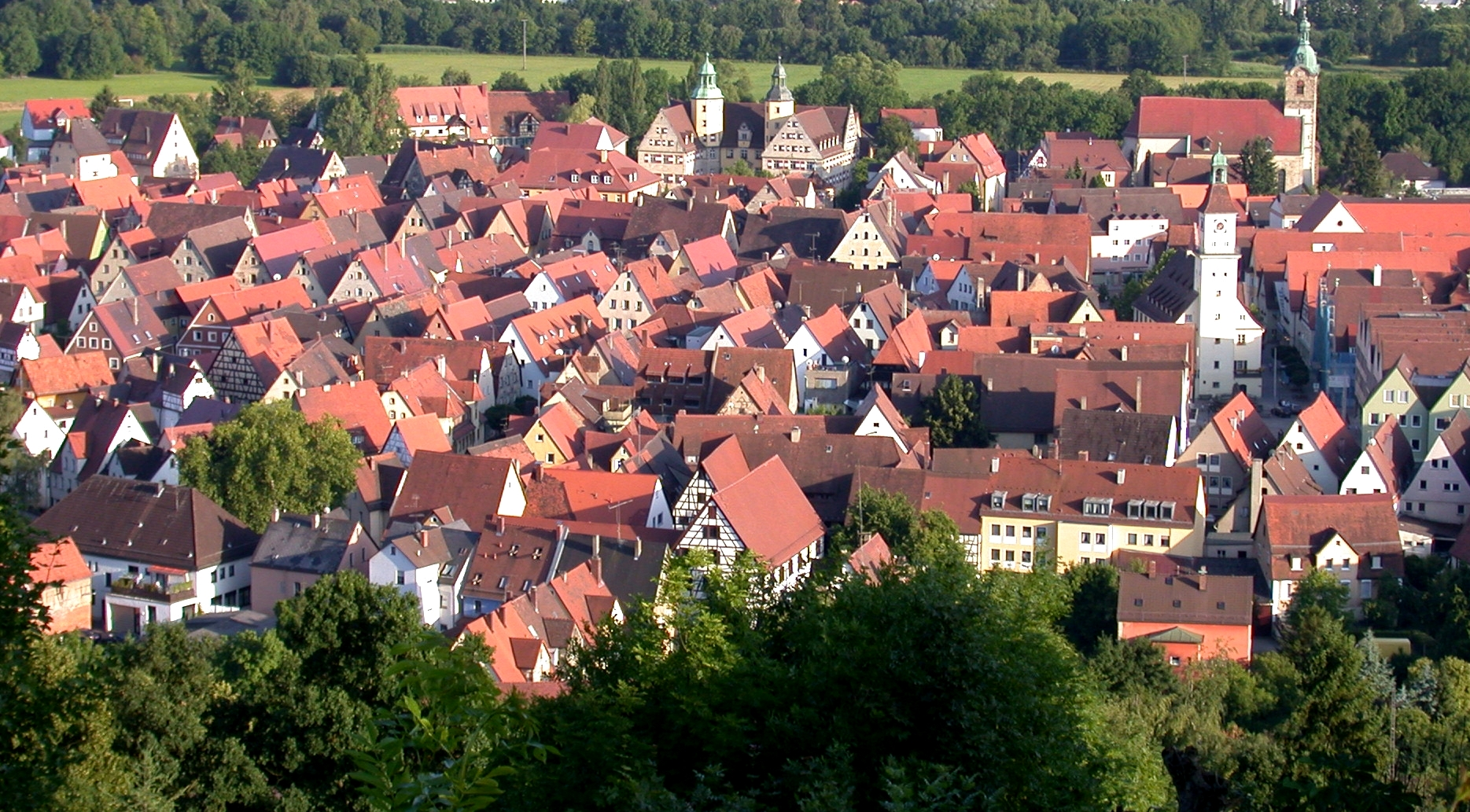
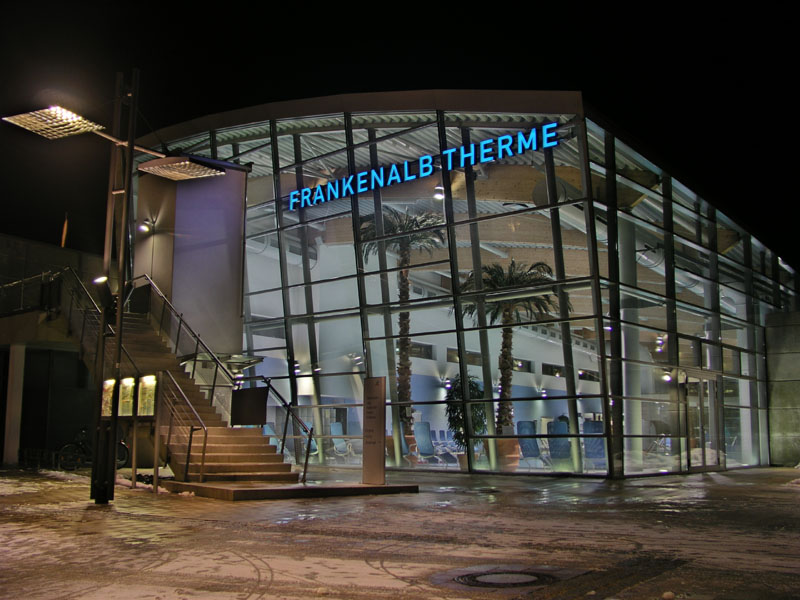
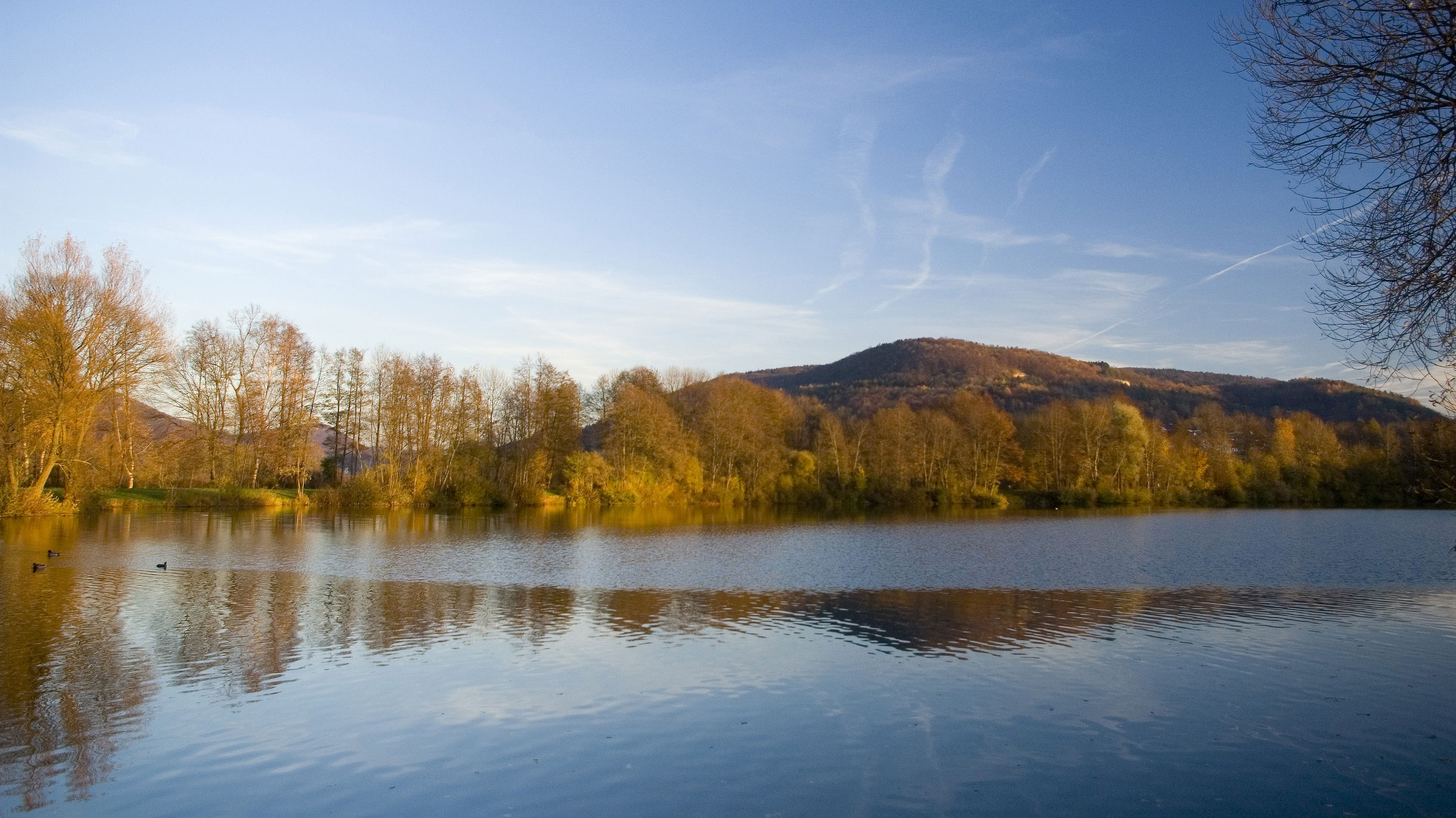